# Тогуз-Булак (Алайский район)
Тогуз-Булак (кирг. Тогуз-Булак) — село в Алайском районе Ошской области Кыргызстана. Административный центр Корульского айылного аймака.

## География
Село расположено в южной части области, на берегах реки Джунусалы (правый приток реки Куршаб), на расстоянии приблизительно 5 километров (по прямой) к северу от села Гульча, административного центра района. Абсолютная высота — 1555 метров над уровнем моря.

## Население
Согласно оценочным данным Национального статистического комитета Кыргызской Республики, численность населения села на начало 2023 года составляла 2389 человек.
| год     | 2009 | 2014 | 2015 | 2020 | 2021 | 2023 |
| ------- | ---- | ---- | ---- | ---- | ---- | ---- |
| человек | 1968 | 2287 | 2302 | 2556 | 2584 | 2389 |